# Душа (фільм, 2020)
«Душа» (англ. Soul) — американський комп'ютерний анімаційний фільм виробництва студії Pixar Animation Studios. Режисером проєкту виступив Піт Доктер. Картина вийшла в прокат 25 грудня 2020 року.

## Сюжет
Головний герой — шкільний учитель музики Джо Гарднер, який завжди мріяв грати джаз, і ось одного разу життя дарувало йому такий шанс. Зраділий Джо зовсім не дивиться під ноги, провалюється в люк й … опиняється в потойбічному світі. Він абсолютно не готовий вмирати, оскільки ще не реалізував своєї мрії. Джо намагається втекти, внаслідок чого потрапляє до Світу До, на Семінар Душ. Вибір у нього небагатий — або стати наставником, або остаточно померти (Він живий, але перебуває в комі). Джо обирає перший варіант, і йому дістається душа на ім'я 22-га. Мета наставників — допомогти ще не народженим дітям знайти іскру життя, яка є ключовим елементом для того, щоб одержати квиток у життя. Джо й 22-га укладають угоду. 22-га повинна знайти власне покликання, отримати жаданий квиток і віддати його Джо, але нічого не виходить.
22-га звертається за допомогою до свого друга, живої людини. З'ясовується, що між світом живих і світом померлих існує зв'язок — астрал. Туди людина виходить в моменти натхнення. Там можна споглядати заблудлі душі, душі, одержимі будь-якою думкою, ідеєю. Друг 22-ї рятує одну таку душу, потім намагається допомогти Джо повернутись, але головний герой, мабуть, робить щось не так. У результаті 22-га потрапляє в його тіло, а сам Джо — у тіло … кота.
Провівши деякий час на землі, 22-га починає розуміти, що жити — це чудово. Вона вперше куштує піцу, робить собі зачіску, і … навіть закохується в музику, яку раніше взагалі чути не могла. 22-га розмовляє з матір'ю головного героя, котру турбує, що її син не зможе себе прогодувати. У відповідь 22-га говорить, що тоді він зовсім не їстиме, і пояснює, що життя мине даремно, якщо не намагатися досягти своєї мрії. Джо у тілі кота спочатку дає їй певні поради, а потім 22-га починає спілкуватися з його мамою самостійно.
Головний герой прагне скоріше повернутись у власне тіло, і йому байдуже, що 22-га хоче зіграти на концерті замість нього. Тим часом їх обох знаходить Террі, рахівник душ. Джо з подивом з'ясовує, що 22-га отримала квиток у життя. Йому це здається несправедливим, бо, як він вважає, та полюбила музику лише завдяки перебуванню в його тілі. 22-га жбурляє головному герою злощасну перепустку до світу людей, і Джо повертається. Йому дають шанс, і він виправдовує довіру. Його мрія здійснилася, та щастя Джон не відчуває. Все це тому, що він образив 22-у, відняв її путівку в життя, а також, можливо, через те, що він сумує за нею. Розглядаючи речі, що залишені 22-ю, Джо розуміє, чому їй дістався квиток-перепустка. Вона просто полюбила життя, дійсно, полюбила. Головний герой виходить в астрал і там зустрічається з другом 22-ї, дізнавшись від нього, що та стала заблудлою душею. Він намагається її врятувати. Віддає квиток у життя і прощається з нею. Сам Джо вже на півдорозі до потойбічного світу, але йому вирішують надати другий шанс, радячи бути обережнішим.

## У ролях
- Джеймі Фокс — Джо Гарднер, вчитель музики середньої школи, чия душа внаслідок нещасного випадку відділяється від тіла.
- Тіна Фей — Двадцять друга, душа, спіймана в пастку на «You Seminar» з невиразним поглядом на життя.
- Грем Нортон — Місяцебриз, друг 22.
- Рейчел Хаус — Террі, рахівник душ у передсвіті.
- Алісе Брага — Джеррі, радник душ.
- Річард Айоаді — Джеррі, радник душ.
- Вес Студі — Джеррі, радник душ.
- Questlove — Керлі, барабанщик групи Джо.
- Філісія Рашад — мама Джо.
- Давид Діггс — Пол, місцевий ворог Джо.

## Створення

### Розвиток
На початку 2016 року було оголошено, що Піт Доктер працює над новим мультфільмом. У червні 2018 року було оголошено, що Доктер планує закінчити свій фільм, попри те, що він був креативним директором в Pixar після відходу Джона Лассетера. У червні 2019 року Pixar анонсувала новий мультфільм під назвою «Душа» з режисером Пітом Доктером і продюсером Даною Мюррей, з коротким оглядом, опублікованим у Твіттері про космічну подорож по Нью-Йорку.
Мюррей сказала, що мультфільм «(візьме аудиторію) у світ, де ніхто ніколи не був, але протягом довгого часу», а співавтор сценарію/режисер Кемп Пауерс заявив, що мультфільм "абсолютно відрізняється від попередніх картин Доктера. Пауерс також сказав, що мультфільм відповість на важливі питання. Тіна Фей також зробила свій внесок у сценарій, допомагаючи прописати рядки для її персонажа.
Pixar вирішив зобразити головного героя фільму як музиканта, тому що вони хотіли «професію, заради якої аудиторія могла б його підтримувати», і зупинилася на музиканті після спроби знайти вченого, життя якого "[не відчувалося] настільки природним чином чистим. Доктер описав «Душу» як «дослідження того, де ви повинні зосередитися? Які речі, урешті-решт, дійсно стануть важливими речами, на які ви озираєтеся і йдете? Провівши гідну кількість свого обмеженого часу на Землі, хвилюючись або зосередившись на цьому?».

### Акторський склад
24 серпня 2019 року Джеймі Фокс, Тіна Фей, Questlove і Давид Діггс були оголошені на головні ролі в мультфільмі. «Душа» — перший мультфільм Pixar з участю афроамериканського героя.

### Анімація
Творці мультфільму оживили душі, які фігурують у фільмі, «парним», «ефірним» і «нефізичним» чином, заснувавши свої задуми на визначеннях душ, даних ним різними релігійними й культурними представниками. Доктер назвав це «величезним випробуванням», бо аніматори «звикли до іграшок, автомобілів, речей, які набагато істотніші й на них легко послатися».

### Музика
Протягом 2019 року D23 Expo Трент Резнор і Аттікус Росс стали складати партитури мультфільму, а Джон Батист писав джазові пісні для мультфільму. «Увертюра» групи AJR також була показана в трейлері мультфільму.

## Прокат
«Душа» вийшов 25 грудня 2020 року від Walt Disney Studios Motion Pictures.

### Маркетинг
Тизер-трейлер мультфільму вийшов 7 листопада 2019 року.

## Український дубляж
- Роман Солошенко — Джо Гарднер[8]
- Катерина Брайковська — Двадцять друга
- Володимир Терещук — Місяцебриз
- Ірина Дорошенко — Террі
- Ірина Ткаленко — Джеррі А
- Дмитро Завадський — Джеррі Бе
- Лариса Руснак — Лібба
- Сергій Кияшко — Дез
- Роман Молодій — Керлі
- Наталя Ярошенко — Доротея
- Ольга Гарбузюк — Конні
- Олена Узлюк — Мелба
- Дмитро Рассказов — Пол
- Ольга Радчук — Лулу
- Максим Кондратюк — Джеррі Це
- Леся Островська — Лікарка, Джеррі Де
- Євген Сардаров — Менеджер Хедж-фонду
- Людмила Суслова — Котовласниця, Ґерел
- Катерина Башкіна-Зленко — Мардж, Директорка Арройо, Сновигаля Танцюваля
- В'ячеслав Дудко — Джеррі Еф, Рей Ґарднер
- Ілона Бойко — Танцезіра Вітрюган, Коментаторка, Mixo
- Дмитро Шапкін — Доріан
- Юрій Кудрявець — Вітрозорь Сновиденко

А також: Олександр Солодкий, Кім Бойко, Юрій Висоцький, Володимир Жогло, Олександр Сморігін, Єлизавета Сморігіна, Валентин Музиченко, Оксана Гринько, Амалія Штонда, Євген Лебедин, Єсенія Селезньова, Олег Лепенець, Кирило Нікітенко
Мультфільм дубльовано студією «Le Doyen» на замовлення компанії «Disney Character Voices International» у 2020 році.
Пісня:
| Назва англійською | Назва українською | Виконавець англійською | Виконавець українською |
| ----------------- | ----------------- | ---------------------- | ---------------------- |
| «Parting Ways»    | «Не разом вже»    | Коді Чеснатт           | Марк Савін             |